# 嚴道 (企業家)
嚴道（1921年7月31日—2002年9月6日），上海人，臺灣企業家，董氏基金會共同創辦人，長期在臺灣推動菸害防制，去世後得到第十三屆醫療奉獻獎特殊奉獻獎。

## 生平

### 企業家生涯
嚴道1921年出生於上海的富貴人家。祖父嚴裕棠、父親嚴慶祥皆為鋼鐵、紗廠大亨，叔叔為裕隆汽車創辦人嚴慶齡、香港怡生紗廠董事長嚴欣淇。嚴道小時候因父親事業重心都在蘇州而幾乎都在蘇州成長，後讀東吳大學法律系。
嚴道自小熱心公益。中國抗日戰爭初期，大批難民湧進上海，年僅十六歲的他帶領學校基督教團契成員發起「一碗飯運動」，省下的飯錢捐給難民。抗戰勝利後，上海三老（聞蘭亭、袁履登、林康候）因漢奸罪名入獄，嚴道在《新夜報》聲援三老。
嚴道之後赴日本就讀京都大學經濟研究所，在美國取得印第安那州立大學法學博士。1949年，他和妻子先至香港暫住，在香港開設紡織廠。後他在巴西以經營麵粉廠起家，但廠房因政治因素遭惡意縱火付之一炬。1966年，應嚴慶齡的邀請，來臺灣加入裕隆汽車。

### 從事菸害防制
嚴道十二歲時就開始抽菸。五十二歲，他因菸害割除右肺大葉後，就暗下決心，日後要從事菸害防制工作。1977年，他在桃園縣開設尚華工業股份有限公司，拒絕吸菸者的求職。
1984年，好友董之英為感謝嚴道為他解決一件法律糾紛，拿出250萬美元酬謝，嚴道反而建議拿它來成立以菸害防制為方向的基金會。
1984年5月19日，董之英捐款新台幣一億餘元設立的董氏基金會於臺北榮民總醫院舉行成立大會，由嚴道擔任執行長。1980年代的臺灣，臺灣人普遍對菸害缺乏認識，董氏基金會卻一年舉辦近500場演講。嚴道在領帶上印有拒菸的符號、衣服上也戴著拒菸的徽章，希望無時無刻打擊菸害。他幾乎天天出去演講，為了怕自己上海鄉音重、別人聽不懂，事先他還會在家中、在基金會練習，請家人、同事幫他修正。當年電影院未全面禁菸時，嚴道不惜曲膝請對方尊重不吸菸者。後來有朋友在戲院裡勸人不要吸菸，竟被青少年圍毆；嚴夫人擔心嚴道受災殃，便曾禁止他上戲院，以策安全。孫越、陳淑麗、李明依等影視名人，都是在嚴道一句「你抽菸嗎？」為開場白之後認識，後來出任董氏基金會拒菸義工與大使。
嚴道若在電視看到公眾人物公然吸菸，一定寫信婉言勸其勿作不良示範；連李登輝也收過嚴道的糾正函。一次，時任台北市市長吳伯雄在台北市議會質詢中途與議員協商時，順手掏出一根菸抽起來，被嚴道從電視上看到；便寫了一封言詞懇切的信，勸誡曾任台灣省菸酒公賣局局長的吳伯雄身為一市之長，當為民眾楷模；後來又多次書面與親自拜訪勸誡。嚴道還曾拜訪電視台總經理，希望說服他們響應戒菸運動，而且最好請編劇讓反派才抽菸，而不是男男女女都抽、想事情抽、開會或聊天也抽，讓年輕人誤以為菸是生活必需品；但沒得到正面回應。
1986年6月，嚴道又首次發起全臺灣拒菸活動，以「禮貌、行動、權利」為口號，倡導拒吸二手菸的觀念，並提倡公共場所分設吸菸區與禁菸區。
自1984年起三年內，臺灣人吸菸率由32%降至28%；但1987年台灣開放洋菸進口，在菸商大舉促銷下，吸菸率不久就回升到34%，且增加最明顯的是婦女和青少年，讓嚴道十分痛心。嚴道和菸商打游擊戰，監視他們各種違規的促銷行為，送交公賣局予以警告。他結合了國內21個公益團體成立拒菸聯盟，每年向美國在台協會抗議美國以貿易制裁壓迫台灣開放菸品市場，置台灣人健康不顧。他把自己脾氣比喻為籃球，別人打得越重，就彈得越高。繼而，他又發起「亞太地區拒菸協會( Asia Pacific Association for the Control of Tobacco, APACT），集合各國反菸人士一起力抗菸商；美國終於承諾不以貿易制裁為手段，要求台灣開放菸品市場及廣告促銷。
在長期與菸商纏鬥中，嚴道體會禁菸根本之道仍在立法，便於1988年聯合當時立法委員趙少康、郁慕明等人草擬《菸害防制法》，迫使行政院衛生署在隔年成立跨部會小組著手草擬相關法案。嚴道並以董氏基金會董事長身分，促進臺灣民航機於1995年7月1日起，除日本航線外，其他國內外航線全面禁菸，比國際民航組織要求還早。後來他發現自己罹患攝護腺癌，赴美國治療時正逢立法院審議《菸害防制法》，他頻以電話追蹤，要同事向他報告每一進度；一回台，繼續在立法院奔走，被罵「法西斯」也一笑置之。1997年3月4日立法院三讀通過《菸害防制法》時，他淚灑立法院。 
嚴道對器官捐贈、食品營養、心理衛生等議題上也是早期推動者，他在自己的辦公室掛了一幅最喜愛的匾額：「尊重生命」。他也曾和孫越、何連基、劉和民等一同奔走，以在苗栗市建立臺灣第一所大型的戒毒村。
2002年8月5日，嚴道八十二歲農曆生日時，董氏基金會特別為他出版了一本傳記《公益的軌跡》。
2002年9月6日，嚴道疑因心肌梗塞突然昏倒在家中浴室，上午10點22分在台大醫院去世。

## 奖项和荣誉
1989年4月10日，嚴道、歐樹文、江朝煥、傅約翰、吳富美、釋永勝、邱水文、吳則何獲頒吳尊賢文教公益基金會第四屆吳尊賢愛心獎。
1995年12月13日，嚴道與歐陽醇、吳舜文、曾文雄、聖嚴法師、包德明、陳清義、高何土、林信山、陳澄雄、連漢濱、曾宜臻等獲得第一屆中國傑人獎。
1999年1月21日，嚴道與法鼓山創辦人聖嚴法師、台大醫院醫師許金川、基業海運董事長李宗吉、淨化社會文教基金會創辦人淨耀法師、消費者權益運動者章樂綺、兒童及老人福利工作者郭東曜、藝人陳淑麗、中華民國醫務管理學會理事長張錦文、中華民國消費者文教基金會創辦人白省三、大億集團董事長吳俊億、永信藥品董事長李天德得到第一屆國家公益獎。
泰國在APACT協助下，也得以維持全面禁止菸品廣告自主權。泰國國王普密蓬·阿杜德想贈騎士大綬勳章給嚴道，但因臺灣非世界衛生組織成員，嚴道不能像美國麻州菸害防制部主任格瑞．康諾理和亞洲菸害諮詢協會主席朱蒂．馬凱一樣前往日內瓦接受贈勳，於是改在2000年12月5日泰王生日當天由泰國外交人員在臺灣贈勳。
嚴道去世後，2002年9月29日，總統陳水扁特頒嚴道褒揚令，由衛生署代理署長涂醒哲在追思會上代為宣讀。2003年，嚴道身後得第十三屆醫療奉獻獎特殊貢獻獎時，一名董氏基金會資深員工估計，19年來，嚴道投入董氏的錢少說也有新台幣3000萬元；還曾因忙於董氏會務，公司虧空賣掉，轉賣公司所得還是捐給了董氏。